# Zífids
Els zífids (Ziphiidae) són una família de com a mínim vint espècies diferents de petits cetacis. Són una de les famílies de grans mamífers menys conegudes; algunes espècies només han estat descrites al llarg dels últims vint anys i és perfectament possible que n'hi hagi més sense descobrir. Se n'han descrit sis gèneres vivents, tres dels quals (Indopacetus, Hyperoodon i Mesoplodon) formen la subfamília Hyperoodontinae.